# Karl-August Hermann Gerbaulet
Karl-August Hermann Gerbaulet (* 20. November 1862 in Münster; † 8. September 1945 in Berlin) war ein deutscher Landrat im Altkreis Cochem und Regierungsrat in Minden.

## Leben
Karl-August Gerbaulet war der Sohn einer französischen Emigrantenfamilie, dessen Eltern Ferdinand Gerbaulet und Sophie geb. Druffel am 28. Juli 1857 in Münster geheiratet hatten. Weitere Geschwister waren Gustav (* 11. Oktober 1859), Eugenie (* 11. Februar 1861) sowie Max Gerbaulet (* 28. Februar 1864). Nach dem Ende seines Schulbesuchs auf dem Gymnasium in Münster folgte ein Studium (vermutlich in der Fachrichtung Rechtswissenschaften), zunächst in Tübingen, dann in Berlin, München und Leipzig und zuletzt noch in Bonn. Die erste Anstellung nach seiner universitären Ausbildung erhielt er beim Oberlandesgericht Hamm, dem im Anschluss weitere Anstellungen bei der Stader Regierung sowie der von Oppeln folgten. Von dort wechselte er nach Aachen um sowohl wieder in der Regierung als auch im Polizeipräsidium tätig zu werden.
Am 18. Oktober 1894 erhielt Gerbaulet eine kommissarische Ernennung zum Landrat im Altkreis Cochem, die am 16. Juni 1895 in eine endgültige Ernennung umgewandelt wurde. Als ab dem Jahr 1901 die neue katholische Kirche St. Bartholomäus in Kail nach den Plänen des Konfraters Alfons Stiff gebaut werden sollte, stellte Gerbaulet Forderungen gemäß einem Koblenzer Regierungsbeschluss an den aus Pommern (Mosel) stammenden und mit dem Kirchenneubau beauftragten Pfarrer Peter Haubrich. Die Beschlüsse forderten im Detail sowohl eine seriöse Finanzierung als auch eine formelle Genehmigung für den Neubau der Kirche, da das Trierer Generalvikariat die Pläne des noch aus der Zeit des Kulturkampfes stammenden Geistlichen Stiff aufgrund seiner spötterischen Haltung gegenüber Bismarck ablehnend gegenüber stand. Letztlich wurde der Sakralbau als „Huldigungskirche für Preußen“ in der Zeit von 1901 bis 1903 mithilfe eines persönlichen Darlehens von Haubrich in Höhe von 35.000 Mark gebaut und man brachte an den Seitenkapellen links das preußische Königswappen mit der Jahreszahl 1901 und an der rechten das Wappen Papst Leo XIII. mit der Jahreszahl 1903 an.
Am 20. April 1908 wechselte Gerbaulet in die Mindener Bezirksregierung, wo er 1922 seine Ernennung zum Ministerialdirigenten erhielt, bevor er im Jahre 1927 seinen Ruhestand antrat.